# Clasis masafuerae
Clasis masafuerae là một loài tò vò trong họ Ichneumonidae.